# Zabikhillo Urinboev
Zabikhillo Urinboev (sinh ngày 30 tháng 3 năm 1995) là một cầu thủ bóng đá người Uzbekistan thi đấu ở vị trí tiền đạo. Hiện tại anh thi đấu cho đội bóng Uzbekistan Super League PFK Metallurg Bekabad.
Anh có màn ra mắt cho Đội tuyển bóng đá quốc gia Uzbekistan vào tháng 5 năm 2018, trước Iran trong trận giao hữu. Anh cũng từng thi đấu cho đội tuyển trẻ quốc gia Uzbekistan ở các giải đấu quốc tế như Giải vô địch bóng đá U-17 thế giới 2011, Giải vô địch bóng đá U-20 thế giới 2013, Giải vô địch bóng đá U-20 thế giới 2015, and Giải vô địch bóng đá U-23 châu Á 2018, in which he would win the latter tournament với Đội tuyển bóng đá U-23 quốc gia Uzbekistan.

## Danh hiệu
- Giải vô địch bóng đá U-23 châu Á (1): 2018